# Friedewald (Hessen)
Friedewald é um município da Alemanha, no distrito de Hersfeld-Rotenburg, na região administrativa de kassel, estado de Hessen.